# Zwemmen op de Gemenebestspelen 2006
Baanzwemmen was een van de disciplines van de Olympische sport Zwemmen die werd beoefend tijdens de Gemenebestspelen 2006. De wedstrijden werden gehouden in het Melbourne Sports and Aquatic Centre (MSAC).
Er waren 19 onderdelen voor zowel mannen als vrouwen, tevens waren er nog vier onderdelen voor gehandicapten.

## Resultaten

### Mannen
50 meter rugslag
| rang   | naam               | land | tijd   |
| ------ | ------------------ | ---- | ------ |
| Goud   | Matthew Clay       | ENG  | 25.04  |
| Zilver | Liam Tancock       | ENG  | + 0.06 |
| Brons  | Gerhard Zandberg   | RSA  | + 0.12 |
| 4      | Matt Welsh         | AUS  | + 0.30 |
| 5      | Keng Liat Lim      | MAS  | + 0.73 |
| 6      | Matthew Rose       | CAN  | + 1.01 |
|        | Andrew Lauterstein | AUS  | + 1.01 |
| 8      | Scott Talbot       | NZL  | + 1.29 |

100 meter rugslag
| rang   | naam               | land | tijd   |
| ------ | ------------------ | ---- | ------ |
| Goud   | Liam Tancock       | ENG  | 54.53  |
| Zilver | Matt Welsh         | AUS  | + 0.29 |
| Brons  | Gregor Tait        | SCO  | + 0.36 |
| 4      | Matthew Clay       | ENG  | + 0.44 |
| 5      | Gerhard Zandberg   | RSA  | + 0.71 |
| 6      | Andrew Lauterstein | AUS  | + 0.79 |
| 7      | George Du Rand     | RSA  | + 1.48 |
| 8      | Nicholas Neckles   | BAR  | + 1.59 |

200 meter rugslag
| rang   | naam             | land | tijd    |
| ------ | ---------------- | ---- | ------- |
| Goud   | Gregor Tait      | SCO  | 1:58.65 |
| Zilver | Johannes Du Rand | RSA  | + 1.67  |
| Brons  | Cameron Gibson   | NZL  | + 2.07  |
| 4      | Nicholas Neckles | BAR  | + 2.60  |
| 5      | Desmond Strelzow | CAN  | + 2.78  |
| 6      | Thomas Haffield  | WAL  | + 5.06  |
| 7      | Ian Powell       | GUE  | + 8.65  |
| 8      | David Dunford    | KEN  | + 10.06 |

50 meter schoolslag
| rang   | naam               | land | tijd   |
| ------ | ------------------ | ---- | ------ |
| Goud   | Christopher Cook   | ENG  | 28.01  |
| Zilver | Darren Mew         | ENG  | + 0.06 |
| Brons  | Brenton Rickard    | AUS  | + 0.13 |
| 4      | James Gibson       | ENG  | + 0.17 |
| 5      | Scott Dickens      | CAN  | + 0.33 |
| 6      | Christian Sprenger | AUS  | + 0.61 |
| 7      | Ross Clark         | SCO  | + 0.92 |
| 8      | Christopher Jones  | SCO  | + 1.18 |

100 meter schoolslag
| rang   | naam                 | land | tijd    |
| ------ | -------------------- | ---- | ------- |
| Goud   | Christopher Cook     | ENG  | 1:00.98 |
| Zilver | James Gibson         | ENG  | + 0.12  |
| Brons  | Brenton Rickard      | AUS  | + 0.19  |
| 4      | Darren Mew           | ENG  | + 0.25  |
| 5      | Scott Dickens        | CAN  | + 0.53  |
| 6      | Christian Sprenger   | AUS  | + 1.01  |
| 7      | Michael Brown        | CAN  | + 1.29  |
| 8      | Kristopher Gilchrist | SCO  | + 1.45  |

200 meter schoolslag
| rang   | naam                 | land | tijd    |
| ------ | -------------------- | ---- | ------- |
| Goud   | Michael Brown        | CAN  | 2:12.23 |
| Zilver | Brenton Rickard      | AUS  | + 0.01  |
| Brons  | Jim Piper            | AUS  | + 0.03  |
| 4      | Kristopher Gilchrist | SCO  | + 0.56  |
| 5      | Andrew Bree          | NIR  | + 1.95  |
| 6      | Neil Versfeld        | RSA  | + 2.56  |
| 7      | Mathieu Bois         | CAN  | + 5.07  |
| 8      | Christian Sprenger   | AUS  | + 6.86  |

50 meter vlinderslag
| rang   | naam                 | land | tijd   |
| ------ | -------------------- | ---- | ------ |
| Goud   | Roland Mark Schoeman | RSA  | 23.34  |
| Zilver | Matt Welsh           | AUS  | + 0.29 |
| Brons  | Michael Klim         | AUS  | + 0.40 |
| 4      | Thomas Kindler       | CAN  | + 0.66 |
| 5      | Ryan Pini            | PNG  | + 0.67 |
| 6      | Todd Cooper          | SCO  | + 0.71 |
| 7      | Matthew Clay         | ENG  | + 0.87 |
| 8      | Matt Targett         | AUS  | Diskw. |

100 meter vlinderslag
| rang   | naam             | land | tijd   |
| ------ | ---------------- | ---- | ------ |
| Goud   | Ryan Pini        | PNG  | 52.64  |
| Zilver | Michael Klim     | AUS  | + 0.06 |
| Brons  | Moss Burmester   | NZL  | + 0.09 |
| 4      | Corney Swanepoel | NZL  | + 0.50 |
| 5      | Adam Pine        | AUS  | + 0.61 |
| 6      | Todd Cooper      | SCO  | + 0.67 |
| 7      | Matthew Bowe     | ENG  | + 1.00 |
| 8      | Thomas Kindler   | CAN  | + 1.54 |

200 meter vlinderslag
| rang   | naam             | land | tijd    |
| ------ | ---------------- | ---- | ------- |
| Goud   | Moss Burmester   | NZL  | 1:56.64 |
| Zilver | Travis Nederpelt | AUS  | + 0.62  |
| Brons  | Joshua Krogh     | AUS  | + 2.54  |
| 4      | Jeremy Knowles   | BAH  | + 2.73  |
| 5      | Andrew McMillan  | NZL  | + 3.97  |
| 6      | Matthew Bowe     | ENG  | + 3.98  |
| 7      | Andrew Richards  | AUS  | + 5.00  |
| 8      | Ian Powell       | GUE  | + 5.47  |

50 meter vrije slag
| rang   | naam                 | land | tijd   |
| ------ | -------------------- | ---- | ------ |
| Goud   | Roland Mark Schoeman | RSA  | 22.03  |
| Zilver | Brent Hayden         | CAN  | + 0.16 |
| Brons  | Brett Hawke          | AUS  | + 0.28 |
| 4      | Mark Foster          | ENG  | + 0.46 |
| 5      | Eamon Sullivan       | AUS  | + 0.58 |
| 6      | Matthew Rose         | CAN  | + 0.62 |
|        | Ryk Neethling        | RSA  | + 0.62 |
| 8      | Ashley Callus        | AUS  | + 0.68 |

100 meter vrije slag
| rang   | naam                 | land | tijd   |
| ------ | -------------------- | ---- | ------ |
| Goud   | Simon Burnett        | ENG  | 48.57  |
| Zilver | Ryk Neethling        | RSA  | + 0.63 |
| Brons  | Roland Mark Schoeman | RSA  | + 0.67 |
| 4      | Brent Hayden         | CAN  | + 0.81 |
| 5      | Eamon Sullivan       | AUS  | + 1.01 |
| 6      | Ashley Callus        | AUS  | + 1.21 |
| 7      | Kenrick Monk         | AUS  | + 1.37 |
| 8      | Yannick Lupien       | CAN  | + 2.50 |

200 meter vrije slag
| rang   | naam            | land | tijd    |
| ------ | --------------- | ---- | ------- |
| Goud   | Ross Davenport  | ENG  | 1:47.29 |
| Zilver | Simon Burnett   | ENG  | + 0.09  |
| Brons  | Brent Hayden    | CAN  | + 0.12  |
| 4      | Richard Say     | CAN  | + 0.15  |
| 5      | David Carry     | SCO  | + 0.84  |
| 6      | Ryk Neethling   | RSA  | + 1.48  |
| 7      | Andrew Hunter   | SCO  | + 2.57  |
| 8      | Nicholas Ffrost | AUS  | + 2.71  |

400 meter vrije slag
| rang   | naam           | land | tijd    |
| ------ | -------------- | ---- | ------- |
| Goud   | David Carry    | SCO  | 3:48.17 |
| Zilver | Andrew Hurd    | CAN  | + 0.91  |
| Brons  | David Davies   | WAL  | + 1.27  |
| 4      | Craig Stevens  | AUS  | + 3.79  |
| 5      | Jean Basson    | RSA  | + 4.12  |
| 6      | Mark Randall   | RSA  | + 4.13  |
| 7      | Robert Renwick | SCO  | + 5.87  |
| 8      | Ryan Cochrane  | CAN  | + 6.07  |

1500 meter vrije slag
| rang   | naam              | land | tijd      |
| ------ | ----------------- | ---- | --------- |
| Goud   | David Davies      | WAL  | 14:57.63  |
| Zilver | Andrew Hurd       | CAN  | + 11.81   |
| Brons  | Hercules Prinsloo | RSA  | + 14.25   |
| 4      | Mark Randall      | RSA  | + 18.31   |
| 5      | Ryan Cochrane     | CAN  | + 24.31   |
| 6      | Craig Stevens     | AUS  | + 24.47   |
| 7      | Travis Nederpelt  | AUS  | + 43.75   |
| 8      | Mingzhe Cheah     | SGP  | + 1:20.71 |

4 x 100 meter vrije slag estafette
| rang   | naam                                                                   | land | tijd    |
| ------ | ---------------------------------------------------------------------- | ---- | ------- |
| Goud   | Roland Mark Schoeman Lyndon Ferns Gerhard Zandberg Ryk Neethling       | RSA  | 3:14.97 |
| Zilver | Michael Klim Eamon Sullivan Brett Hawke Ashley Callus                  | AUS  | + 0.57  |
| Brons  | Yannick Lupien Matt Rose Colin Russell Brent Hayden                    | CAN  | + 0.77  |
| 4      | Simon Burnett Ross Davenport Christopher Cozens Anthony Howard         | ENG  | + 4.59  |
| 5      | Craig Houston Todd Cooper Robert Renwick David Carry                   | SCO  | + 6.68  |
| 6      | Tay Zhi Rong Bryan Tan Lee Yu Su Shirong Jeffrey Cheah Ming Zhe Marcus | SGP  | + 16.22 |
| 7      | Alexis Militis Daniel Halksworth Liam Du Feu Simon Le Couillard        | JER  | + 19.47 |
| 8      | Ben Lowndes Jeremy Osborne Ian Hubert Ian Powell                       | GUE  | + 22.10 |

4 x 200 meter vrije slag estafette
| rang   | naam                                                                   | land | tijd    |
| ------ | ---------------------------------------------------------------------- | ---- | ------- |
| Goud   | Simon Burnett Scotcher Dean Milwain Ross Davenport                     | ENG  | 7:14.14 |
| Zilver | David Carry Euan Dale Andrew Hunter Robert Renwick                     | SCO  | + 0.26  |
| Brons  | Nicholas Ffrost Kenrick Monk Andrew Mewing Joshua Krogh                | AUS  | + 0.85  |
| 4      | Brent Hayden Colin Russell Brian Johns Rick Say                        | CAN  | + 1.68  |
| 5      | Jean Basson Darian Townsend George du Rand Mark Randall                | RSA  | + 13.87 |
| 6      | Simon Le Couillard Daniel Halksworth Liam Du Feu Alexis Militis        | JER  | + 37.60 |
| 7      | Ben Lowndes Jeremy Osborne Ian Powell Jonathan Le Noury                | GUE  | + 43.42 |
| —      | Tay Zhi Rong Bryan Tan Lee Yu Su Shirong Jeffrey Cheah Ming Zhe Marcus | SGP  | diskw.  |

200 meter wisselslag
| rang   | naam           | land | tijd    |
| ------ | -------------- | ---- | ------- |
| Goud   | Gregor Tait    | SCO  | 2:00.73 |
| Zilver | Dean Kent      | NZL  | + 0.35  |
| Brons  | Brian Johns    | CAN  | + 0.83  |
| 4      | Leith Brodie   | AUS  | + 1.11  |
| 5      | David Carry    | SCO  | + 1.33  |
| 6      | Bradley Ally   | BAR  | + 1.72  |
| 7      | Euan Dale      | SCO  | + 1.87  |
| 8      | Jeremy Knowles | BAH  | + 2.12  |

400 meter wisselslag
| rang   | naam             | land | tijd    |
| ------ | ---------------- | ---- | ------- |
| Goud   | David Carry      | SCO  | 4:15.98 |
| Zilver | Euan Dale        | SCO  | + 1.17  |
| Brons  | Travis Nederpelt | AUS  | + 1.26  |
| 4      | Dean Kent        | NZL  | + 2.22  |
| 5      | Bradley Ally     | BAR  | + 5.15  |
| 6      | Thomas Haffield  | WAL  | + 9.81  |
| 7      | Jeremy Knowles   | BAH  | + 10.74 |
| 8      | Shaune Fraser    | CAY  | + 13.02 |

4 x 100 meter wisselslag estafette
| rang   | naam                                                             | land | tijd    |
| ------ | ---------------------------------------------------------------- | ---- | ------- |
| Goud   | Matt Welsh Brenton Rickard Michael Klim Eamon Sullivan           | AUS  | 3:34.37 |
| Zilver | Liam Tancock Chris Cook Matthew Bowe Ross Davenport              | ENG  | + 2.03  |
| Brons  | Gregor Tait Kristopher Gilchrist Todd Cooper Craig Houston       | SCO  | + 5.38  |
| 4      | Matt Rose Scott Dickens Thomas Kindler Brent Hayden              | CAN  | + 5.50  |
| 5      | Scott Talbot Glenn Snyders Moss Burmester Cameron Gibson         | NZL  | + 6.38  |
| 6      | Gerhard Zandberg Roland Mark Schoeman Ryk Neethling Karl Thaning | RSA  | + 7.41  |
| 7      | Tan Lee Yu Tan Jinwen Mark Su Shirong Jeffrey Tay Zhi Rong Bryan | SGP  | + 21.71 |
| 8      | Liam Du Feu Daniel Halksworth Simon Le Couillard Alexis Militis  | JER  | + 26.55 |

### Vrouwen
50 meter rugslag
| rang   | naam             | land | tijd   |
| ------ | ---------------- | ---- | ------ |
| Goud   | Sophie Edington  | AUS  | 28.42  |
| Zilver | Giaan Rooney     | AUS  | + 0.01 |
| Brons  | Tayliah Zimmer   | AUS  | + 0.29 |
| 4      | Hannah McLean    | NZL  | + 0.47 |
| 5      | Elizabeth Coster | NZL  | + 1.06 |
| 6      | Landice Yestrau  | CAN  | + 1.33 |
| 7      | Kiera Aitken     | BER  | + 1.58 |
| 8      | Katy Sexton      | ENG  | + 1.63 |

100 meter rugslag
| rang   | naam              | land | tijd    |
| ------ | ----------------- | ---- | ------- |
| Goud   | Sophie Edington   | AUS  | 1:00.93 |
| Zilver | Giaan Rooney      | AUS  | + 0.49  |
| Brons  | Melanie Marshall  | ENG  | + 0.62  |
| 4      | Hannah McLean     | NZL  | + 0.78  |
| 5      | Tayliah Zimmer    | AUS  | + 0.81  |
| 6      | Katy Sexton       | ENG  | + 1.23  |
| 7      | Kelly Stefanyshyn | CAN  | + 1.78  |
| 8      | Melissa Corfe     | RSA  | + 2.23  |

200 meter rugslag
| rang   | naam             | land | tijd    |
| ------ | ---------------- | ---- | ------- |
| Goud   | Joanna Fargus    | AUS  | 2:10.36 |
| Zilver | Melanie Marshall | ENG  | + 0.51  |
| Brons  | Hannah McLean    | NZL  | + 2.11  |
| 4      | Sophie Edington  | AUS  | + 2.22  |
| 5      | Tayliah Zimmer   | AUS  | + 2.59  |
| 6      | Melissa Ingram   | NZL  | + 2.73  |
| 7      | Melissa Corfe    | RSA  | + 3.31  |
| 8      | Katy Sexton      | ENG  | + 5.55  |

50 meter schoolslag
| rang   | naam              | land | tijd   |
| ------ | ----------------- | ---- | ------ |
| Goud   | Leisel Jones      | AUS  | 30.55  |
| Zilver | Jade Edmistone    | AUS  | + 0.29 |
| Brons  | Tarnee White      | AUS  | + 0.71 |
| 4      | Zoë Baker         | NZL  | + 0.90 |
| 5      | Kate Haywood      | ENG  | + 1.29 |
| 6      | Suzaan van Biljon | RSA  | + 1.35 |
| 7      | Lauren van Oosten | CAN  | + 1.58 |
| 8      | Lowri Tynan       | WAL  | + 2.24 |

100 meter schoolslag
| rang   | naam              | land | tijd    |
| ------ | ----------------- | ---- | ------- |
| Goud   | Leisel Jones      | AUS  | 1:05.09 |
| Zilver | Jade Edmistone    | AUS  | + 2.15  |
| Brons  | Kirsty Balfour    | SCO  | + 2.74  |
| 4      | Tarnee White      | AUS  | + 2.86  |
| 5      | Suzaan van Biljon | RSA  | + 3.33  |
| 6      | Kate Haywood      | ENG  | + 4.19  |
| 7      | Lauren Van Oosten | CAN  | + 4.34  |
| 8      | Kerry Buchan      | SCO  | + 4.40  |

200 meter schoolslag
| rang   | naam                 | land | tijd    |
| ------ | -------------------- | ---- | ------- |
| Goud   | Leisel Jones         | AUS  | 2:20.72 |
| Zilver | Kirsty Balfour       | SCO  | + 3.32  |
| Brons  | Suzaan van Biljon    | RSA  | + 4.67  |
| 4      | Brooke Hanson        | AUS  | + 6.57  |
| 5      | Sally Foster         | AUS  | + 8.65  |
| 6      | Tamaryn Laubscher    | RSA  | + 11.00 |
| 7      | Jean-Marie Neethling | RSA  | + 11.75 |
| 8      | Kerry Buchan         | SCO  | + 12.98 |

50 meter vlinderslag
| rang   | naam                  | land | tijd   |
| ------ | --------------------- | ---- | ------ |
| Goud   | Danni Miatke          | AUS  | 26.43  |
| Zilver | Jessicah Schipper     | AUS  | + 0.22 |
| Brons  | Alice Mills           | AUS  | + 0.35 |
| Brons  | Lize-Mari Retief      | RSA  | + 0.35 |
| 5      | Li Tao                | SGP  | + 0.63 |
| 6      | Amanda Loots          | RSA  | + 1.19 |
| 7      | Nichola Chellingworth | NZL  | + 1.24 |
| 8      | Genevieve Saumur      | CAN  | + 1.38 |

100 meter vlinderslag
| rang   | naam              | land | tijd   |
| ------ | ----------------- | ---- | ------ |
| Goud   | Jessicah Schipper | AUS  | 57.48  |
| Zilver | Lisbeth Lenton    | AUS  | + 0.32 |
| Brons  | Audrey Lacroix    | CAN  | + 1.41 |
| 4      | Alice Mills       | AUS  | + 1.73 |
| 5      | Terri Dunning     | ENG  | + 1.86 |
| 6      | Amanda Loots      | RSA  | + 2.45 |
| 7      | Jemma Lowe        | WAL  | + 3.04 |
| 8      | Li Tao            | SGP  | + 3.15 |

200 meter vlinderslag
| rang   | naam              | land | tijd    |
| ------ | ----------------- | ---- | ------- |
| Goud   | Jessicah Schipper | AUS  | 2:06.09 |
| Zilver | Felicity Galvez   | AUS  | + 2.07  |
| Brons  | Terri Dunning     | ENG  | + 3.78  |
| 4      | Audrey Lacroix    | CAN  | + 3.87  |
| 5      | Amanda Loots      | RSA  | + 6.31  |
| 6      | Jemma Lowe        | WAL  | + 7.66  |
| 7      | Li Tao            | SGP  | + 9.76  |
| 8      | Bethan Coole      | WAL  | + 9.84  |

50 meter vrije slag
| rang   | naam                  | land | tijd   |
| ------ | --------------------- | ---- | ------ |
| Goud   | Lisbeth Lenton        | AUS  | 24.61  |
| Zilver | Jodie Henry           | AUS  | + 0.11 |
| Brons  | Alice Mills           | AUS  | + 0.42 |
| 4      | Victoria Poon         | CAN  | + 1.04 |
| 5      | Lauren Roets          | RSA  | + 1.24 |
| 6      | Nichola Chellingworth | NZL  | + 1.28 |
| 7      | Erica Morningstar     | CAN  | + 1.61 |
| 8      | Alison Fitch          | NZL  | diskw. |

100 meter vrije slag
| rang   | naam              | land | tijd   |
| ------ | ----------------- | ---- | ------ |
| Goud   | Lisbeth Lenton    | AUS  | 53.54  |
| Zilver | Jodie Henry       | AUS  | + 0.24 |
| Brons  | Alice Mills       | AUS  | + 0.77 |
| 4      | Francesca Halsall | ENG  | + 1.86 |
|        | Erica Morningstar | CAN  | + 1.86 |
| 6      | Rosalind Brett    | ENG  | + 2.48 |
| 7      | Genevieve Saumur  | CAN  | + 2.75 |
| 8      | Lauren Roets      | RSA  | + 2.79 |

200 meter vrije slag
| rang   | naam               | land | tijd    |
| ------ | ------------------ | ---- | ------- |
| Goud   | Caitlin McClatchey | SCO  | 1:57.25 |
| Zilver | Lisbeth Lenton     | AUS  | + 0.26  |
| Brons  | Melanie Marshall   | ENG  | + 0.86  |
| 4      | Bronte Barratt     | AUS  | + 2.08  |
| 5      | Linda Mackenzie    | AUS  | + 2.24  |
| 6      | Joanne Jackson     | ENG  | + 2.34  |
| 7      | Sophie Simard      | CAN  | + 3.08  |
| 8      | Lauren Boyle       | NZL  | + 3.65  |

400 meter vrije slag
| rang   | naam               | land | tijd    |
| ------ | ------------------ | ---- | ------- |
| Goud   | Caitlin McClatchey | SCO  | 4:07.69 |
| Zilver | Joanne Jackson     | ENG  | + 0.67  |
| Brons  | Bronte Barratt     | AUS  | + 0.96  |
| 4      | Linda Mackenzie    | AUS  | + 2.12  |
| 5      | Kylie Palmer       | AUS  | + 4.05  |
| 6      | Brittany Reimer    | CAN  | + 6.91  |
| 7      | Rebecca Cooke      | ENG  | + 7.92  |
| 8      | Maya Beaudry       | CAN  | + 11.75 |

800 meter vrije slag
| rang   | naam            | land | tijd    |
| ------ | --------------- | ---- | ------- |
| Goud   | Rebecca Cooke   | ENG  | 8:29.50 |
| Zilver | Melissa Gorman  | AUS  | + 1.29  |
| Brons  | Brittany Reimer | CAN  | + 8.55  |
| 4      | Keri-Anne Payne | ENG  | + 8.74  |
| 5      | Wendy Trott     | RSA  | + 9.68  |
| 6      | Sarah Paton     | AUS  | + 15.85 |
| 7      | Caroline South  | AUS  | + 16.80 |
| 8      | Jazmin Carlin   | WAL  | + 20.20 |

4 x 100 meter vrije slag estafette
| rang   | naam                                                              | land | tijd    |
| ------ | ----------------------------------------------------------------- | ---- | ------- |
| Goud   | Lisbeth Lenton Jodie Henry Alice Mills Shayne Reese               | AUS  | 3:36.49 |
| Zilver | Melanie Marshall Rosalind Brett Amy Smith Francesca Halsall       | ENG  | + 6.20  |
| Brons  | Erica Morningstar Victoria Poon Geneviève Saumur Geneviève Simard | CAN  | + 6.35  |
| 4      | Lauren Boyle Alison Fitch Helen Norfolk Hannah McLean             | NZL  | + 7.00  |
| 5      | Lize-Mari Retief Lauren Roets Marielle Rogers Kirsten van Heerden | RSA  | + 11.50 |
| 6      | Ng Hiang Yuet Joscelin Yeo Ho Shu Yong Chui Bin Mylene Ong        | SGP  | + 17.66 |

4 x 200 meter vrije slag estafette
| rang   | naam                                                            | land | tijd    |
| ------ | --------------------------------------------------------------- | ---- | ------- |
| Goud   | Lisbeth Lenton Bronte Barratt Kelly Stubbins Linda Mackenzie    | AUS  | 7:56.68 |
| Zilver | Joanne Jackson Kate Richardson Julia Beckett Melanie Marshall   | ENG  | + 4.55  |
| Brons  | Lauren Boyle Helen Norfolk Alison Fitch Melissa Ingram          | NZL  | + 5.52  |
| 4      | Geneviève Simard Erica Morningstar Maya Beaudry Brittany Reimer | CAN  | + 5.56  |
| 5      | Leone Vorster Kirsten van Heerden Wendy Trott Michelle Rogers   | RSA  | + 22.75 |
| 6      | Bethan Coole Julie Gould Jazmin Carlin Cari-Fflur Davies        | WAL  | + 25.95 |
| 7      | Ho Shu Yong Ng Hiang Yuet Quah Ting Wen Chui Bin Mylene Ong     | SGP  | + 44.60 |

200 meter wisselslag
| rang   | naam                 | land | tijd    |
| ------ | -------------------- | ---- | ------- |
| Goud   | Stephanie Rice       | AUS  | 2:12.90 |
| Zilver | Brooke Hanson        | AUS  | + 0.72  |
| Brons  | Lara Carroll         | AUS  | + 0.96  |
| 4      | Terri Dunning        | ENG  | + 2.89  |
| 5      | Helen Norfolk        | NZL  | + 3.59  |
| 6      | Jean-Marie Neethling | RSA  | + 4.74  |
| 7      | Hannah Miley         | SCO  | + 4.93  |
| 8      | Julie Gould          | WAL  | + 7.71  |

400 meter wisselslag
| rang   | naam            | land | tijd    |
| ------ | --------------- | ---- | ------- |
| Goud   | Stephanie Rice  | AUS  | 4:41.91 |
| Zilver | Rebecca Cooke   | ENG  | + 2.69  |
| Brons  | Jennifer Reilly | AUS  | + 5.22  |
| 4      | Hannah Miley    | SCO  | + 6.04  |
| 5      | Helen Norfolk   | NZL  | + 6.18  |
| 6      | Keri-Anne Payne | ENG  | + 9.40  |
| 7      | Julie Gould     | WAL  | + 9.99  |
| 8      | Lorna Smith     | SCO  | + 19.58 |

4 x 100 meter wisselslag estafette
| rang   | naam                                                                 | land | tijd      |
| ------ | -------------------------------------------------------------------- | ---- | --------- |
| Goud   | Sophie Edington Leisel Jones Jessicah Schipper Lisbeth Lenton        | AUS  | 3:56.30   |
| Zilver | Melanie Marshall Kate Haywood Terri Dunning Francesca Halsall        | ENG  | + 8.31    |
| Brons  | Kelly Stefanyshyn Lauren van Oosten Audrey Lacroix Erica Morningstar | CAN  | + 9.65    |
| 4      | Hannah McLean Annabelle Carey Elizabeth Coster Alison Fitch          | NZL  | + 10.00   |
| 5      | Melissa Corfe Suzaan van Biljon Amanda Loots Lauren Roets            | RSA  | + 10.30   |
| 6      | Lorna Smith Kirsty Balfour Stephanie Hill Caitlin McClatchey         | SCO  | + 15.70   |
| 7      | Ng Hiang Yuet Joscelin Yeo Tao Li Chui Bin Mylene Ong                | SGP  | + 21.00   |
| 8      | Prabha Dharmadasa Mayumi Raheem Migali Gunatilake Chathuri Abeykoon  | SRI  | + 1:07.35 |

### Onderdelen voor gehandicapten

#### Mannen
50 meter vrije slag
| rang   | naam                    | land | tijd       |
| ------ | ----------------------- | ---- | ---------- |
| Goud   | Matthew John Cowdrey    | AUS  | (3) + 1.22 |
| Zilver | Benoît Huot             | CAN  | (1) 24.84  |
| Brons  | Matthew Benedict Walker | ENG  | (6) + 4.10 |
| 4      | David Roberts           | WAL  | (7) + 4.13 |
| 5      | Daniel Robert Sharp     | NZL  | (2) + 0.97 |
| 6      | Benjamin James Austin   | AUS  | (5) + 3.19 |
| 7      | Donovan Tildesley       | CAN  | (4) + 2.90 |
| 8      | Alex James Harris       | AUS  | (8) + 5.72 |

100 meter vrije slag
| rang   | naam                    | land | tijd        |
| ------ | ----------------------- | ---- | ----------- |
| Goud   | Matthew John Cowdrey    | AUS  | (2) + 3.51  |
| Zilver | Benoît Huot             | CAN  | (1) 53.22   |
| Brons  | David Roberts           | WAL  | (7) + 8.63  |
| 4      | Benjamin James Austin   | AUS  | (5) + 7.28  |
| 5      | Matthew Benedict Walker | ENG  | (8) + 10.49 |
| 6      | Sam Julian Bramham      | AUS  | (4) + 6.93  |
| 7      | Daniel Robert Sharp     | NZL  | (3) + 5.20  |
| 8      | Donovan Tildesley       | CAN  | (6) + 8.29  |

#### Vrouwen
50 meter vrije slag
| rang   | naam                         | land | tijd       |
| ------ | ---------------------------- | ---- | ---------- |
| Goud   | Natalie Du Toit              | RSA  | (5) + 0.95 |
| Zilver | Anne Polinario               | CAN  | (2) + 0.31 |
| Brons  | Annabelle Josephine Williams | AUS  | (8) + 1.93 |
| 4      | Valerie Grandmaison          | CAN  | (1) 28.32  |
| 5      | Katrina Maria Lewis          | AUS  | (7) + 1.32 |
| 6      | Chelsey Marie Gotell         | CAN  | (3) + 0.74 |
| 7      | Prudence Elise Watt          | AUS  | (4) + 0.75 |
| 8      | Rhiannon Elizabeth Henry     | WAL  | (6) + 1.11 |

100 meter vrije slag
| rang   | naam                     | land | tijd        |
| ------ | ------------------------ | ---- | ----------- |
| Goud   | Natalie Du Toit          | RSA  | (2) + 0.79  |
| Zilver | Valerie Grandmaison      | CAN  | (1) 1:01.02 |
| Brons  | Anne Polinario           | CAN  | (6) + 2.08  |
| 4      | Rhiannon Elizabeth Henry | WAL  | (3) + 1.49  |
| 5      | Katrina Maria Lewis      | AUS  | (7) + 3.41  |
| 6      | Chelsey Marie Gotell     | CAN  | (4) + 1.75  |
| 7      | Prudence Elise Watt      | AUS  | (5) + 1.93  |
| 8      | Lichelle Jade Clarke     | AUS  | (8) + 12.03 |

Tussen (haakjes) de plaats in de eigenlijke race, posities bij rang zijn omgerekend aan de hand van de klasse waarin de handicap van de sporter valt.

## Medaillespiegel
| rang | land                | goud | zilver | brons | totaal |
| ---- | ------------------- | ---- | ------ | ----- | ------ |
| 1    | Australië           | 19   | 18     | 17    | 54     |
| 2    | Engeland            | 8    | 11     | 4     | 23     |
| 3    | Schotland           | 6    | 3      | 3     | 12     |
| 4    | Zuid-Afrika         | 5    | 2      | 5     | 12     |
| 5    | Canada              | 1    | 7      | 8     | 16     |
| 6    | Nieuw-Zeeland       | 1    | 1      | 4     | 6      |
| 7    | Wales               | 1    | 0      | 2     | 3      |
| 8    | Papoea-Nieuw-Guinea | 1    | 0      | 0     | 1      |

Atletiek · Badminton · Basketbal · Boksen · Bowls · Gewichtheffen · Hockey · Mountainbike · Netball · Ritmische gymnastiek · Rugby Sevens · Schietsport · Schoonspringen · Squash · Synchroonzwemmen · Tafeltennis · Triatlon · Turnen · Wielersport (baan · weg) · Zwemmen